# Geely GE
La Geely GE est une berline de luxe copiant le design des Rolls-Royce. Elle fut présentée au Salon automobile de Shanghai de 2009.